# Эккернфёрде
Эккернфёрде (нем. Eckernförde, н.-нем. Eckernföör, Eckernför, дат. Egernførde, Egernfjord, ю.-ютл. Nysted) — город на севере Германии, в федеральной земле Шлезвиг-Гольштейн, входит в состав округа Рендзбург-Эккернфёрде (Rendsburg-Eckernförde, RD). Расположен в Эккернфёрдской бухте Балтийского моря, в 25 километрах северо-западнее Киля.

## История
- В 1302 году Эккернфёрде впервые упоминается как город.
- 7 декабря 1813 года русские войска под начальством генерала Вальмодена нанесли здесь поражение датчанам.
- 5 апреля 1849 года здесь произошёл эпизод из Датско-прусской войны 1848—1851 годов. Два датских корабля зашли в Эккернфёрдскую бухту с целью высадить десант. Произошел бой между береговыми немецкими батареями и датской эскадрой, закончившийся поражением датчан. Один из кораблей был потоплен, другой захвачен.
- Великое наводнение, произошедшее 13 ноября 1872 года затопило побережье Балтийского моря от Дании до Померании. Весь город был затоплен в течение многих дней.

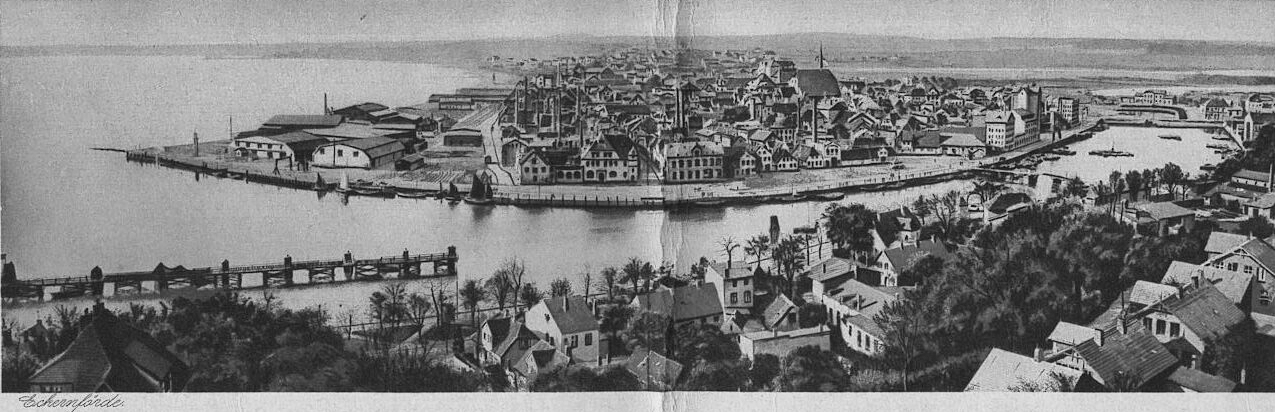
1915 год, панорама города

- В 1934 году был создан морской курорт Борби.
- Во время Второй мировой войны, здесь располагалась база подводных лодок и учебная школа подводников.
- Выходцы из Пиллау сейчас в основном проживают в Эккернфёрде. Ежегодно они собираются у памятника великому кюрфюрсту, построенного в 1913 году в Пиллау. Он случайно уцелел во время войны и был найден в Гамбурге, откуда его и доставили в Эккернфёрде.

## Административное и политическое устройство

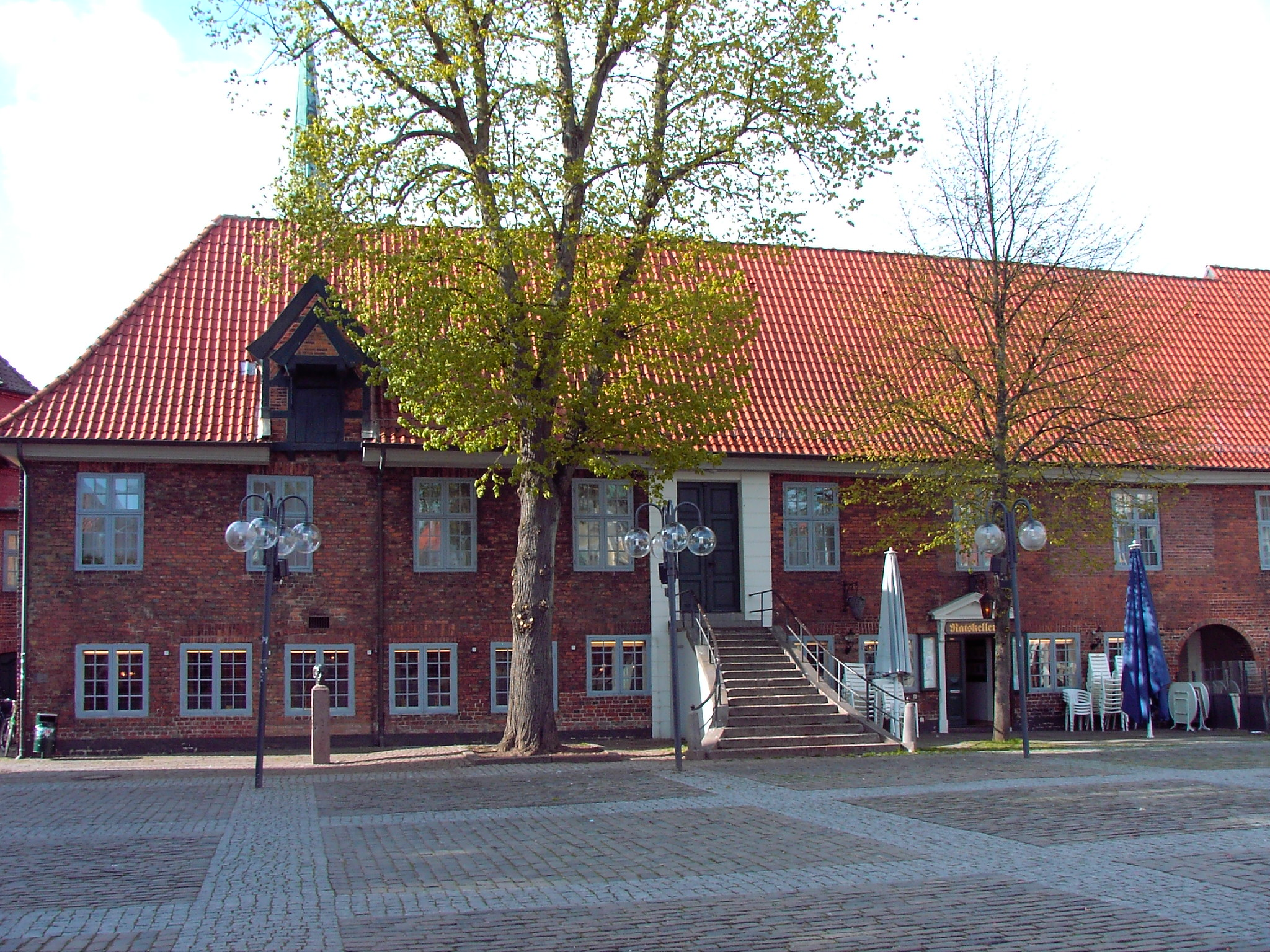
Здание городской ратуши

### Символы города
На гербе города на золотом фоне изображена синяя башня замка, расположенная в воде, на зубцах башни находится красная белка.

## Экономика и инфраструктура

### Транспорт
До города можно добраться на электричке из Киля или Фленсбурга. Существует автобусное сообщение с основными городами Германии.

### Промышленность
В Эккернфёрдской бухте расположено несколько буровых платформ. В городе существует мукомольное производство. В Эккернфёрде производят кильские шпроты.

### Сельское хозяйство
Развито животноводство, выращивание злаков.

### Туризм
Город является известным туристическим центром Северной Германии. По берегам бухты располагаются прекрасные песчаные пляжи, которые привлекают большое количество стихийных и автомобильных туристов.

### Рыболовство
Производится для нужд города. Утром на набережной всегда можно купить свежую рыбу прямо с траулеров.

### Вооруженные силы
В бухте существует база ВМС Германии, весь флот подводных лодок Германии базируется в Эккернфёрде.

## Личности

### Личности, жившие в Эккернфёрде
- Граф Сен-Жермен (XVIII век) — известный авантюрист, провёл последние годы жизни в Эккернфёрде.
- Михаэль Шульте (р. 1990) — немецкий автор-исполнитель, певец, гитарист, аранжировщик. Представитель Германии на Евровидении-2018.

## Достопримечательности

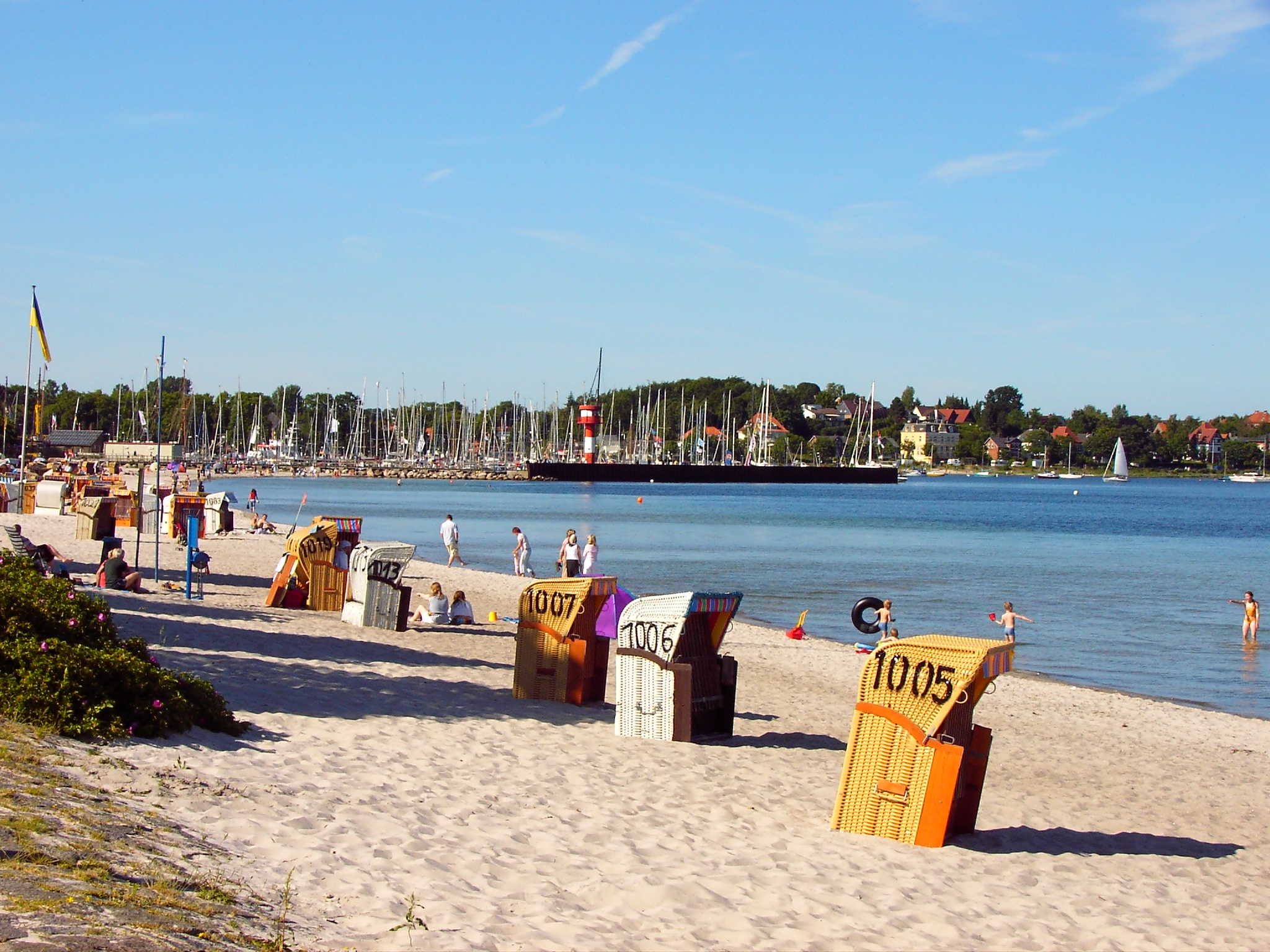
Пляж около порта и яхт-клуб

- Яхт-клуб Эккернфёрде (SCE). История яхт-клуба насчитывает более 100 лет.
- Старое кладбище. На кладбище произведены захоронения экипажей немецких подводных лодок, погибших во Второй мировой войне. Многие захоронения имеют дату после окончания войны.

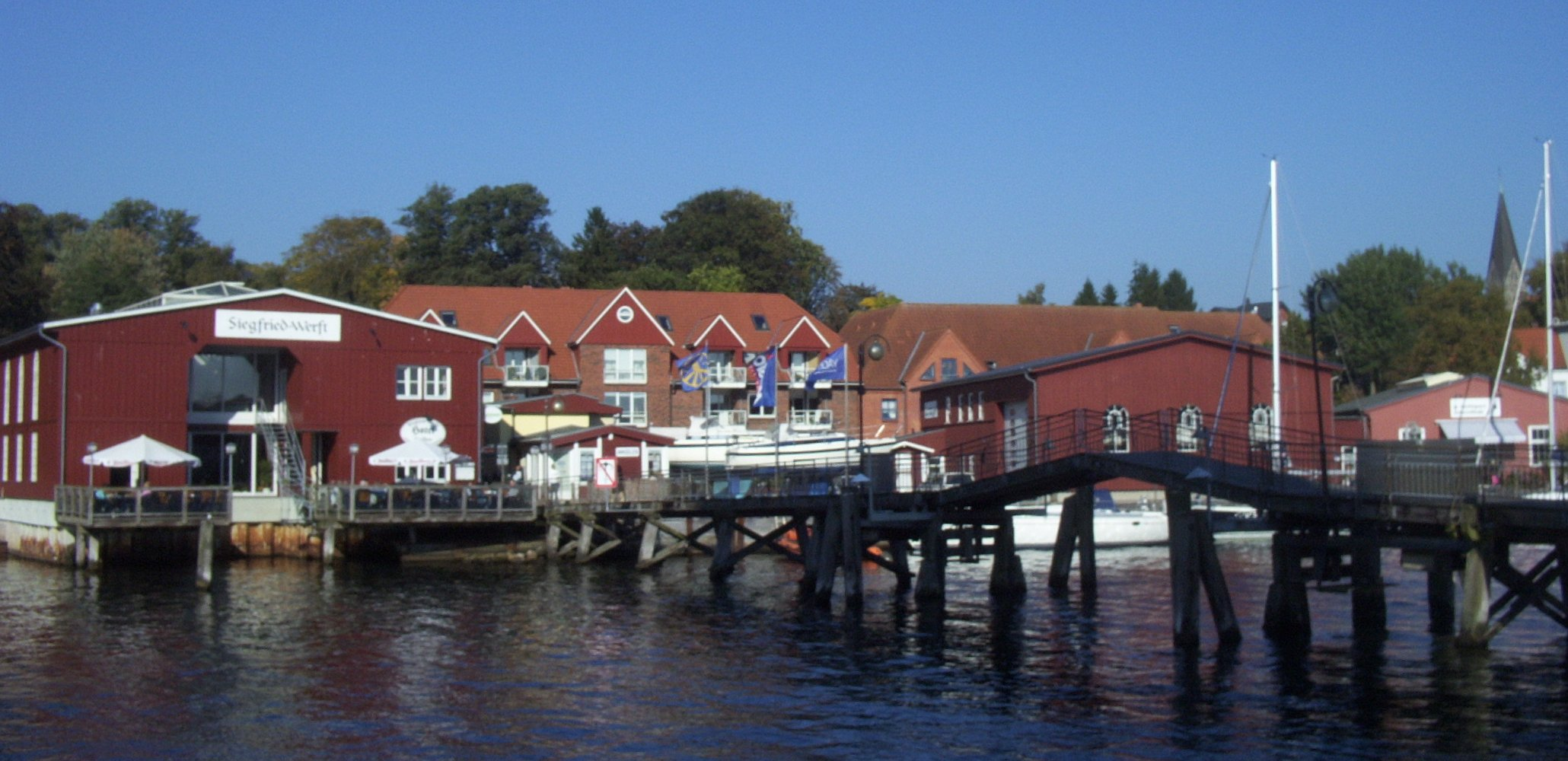
Гавань Эккернфёрде

- Городская набережная. Набережная города играет важную роль в жизни города. По утрам здесь можно купить свежую рыбу, а по выходным на набережной устраиваются фестивали, выставки, концерты, народные гуляния. Примечателен разводной мост в гавани города.
- Городской музей.

## Города-побратимы
- Максфилд[англ.], Великобритания (с 1953)
- Хассельхольм[англ.], Швеция (с 1958)
- Танга, Танзания (с 1963)
- Наксков, Дания (с 1969)
- Бжег, Польша (с 1989)
- Бютцов, Мекленбург-Передняя Померания (с 1990)
- Балтийск, Россия (с 1955)

## Интересные факты
- Эккернфёрде является экологически чистым городом, в черте города живут лебеди, белки, зайцы. С 14 мая 1986 года город носит титул UNO-Stadt. В 1994—1995 годах город был объявлен столицей Федерации по охране природы и окружающей среды. Звания «Город, удовлетворяющий экологическим требованиям общества» город добивался несколько раз в 1988, 1992, 1996 и 2000 годах.
- В церковных книгах церкви Святого Николая имеется запись о смерти графа Сен-Жермена. Он был похоронен в церкви 27 февраля 1784 года. Захоронение было уничтожено наводнением 1872 года.
- Европейская туристическая тропа E6 ведет в Экернфёрде. Кроме того, начинается здесь туристическая дорога, которая связывает пять природных парков Шлезвиг-Гольштейна.
- Боевые пловцы и водолазы ВМС Германии расположены в Экернфёрде. Арсеналы, склады технического обеспечения и ремонтные мастерские бундесвера для кораблей и морского оружия также находятся в Экернфёрде.
- В Берлине, Магдебурге, Франкфурте-на-Майне имеются улицы и площади, названные в честь Эккернфёрде.
- Суда и корабли с портом приписки Эккернфёрде несут регистрационные номера с буквенными индексом «ECKE».